# Диринг, Пол
Пол Роберт Диринг (англ. Paul Robert Dearing, 2 марта 1942, Каррингтон, Австралия — 6 апреля 2015, Элибана, Австралия) — австралийский хоккеист (хоккей на траве), вратарь. Серебряный призёр летних Олимпийских игр 1968 года, бронзовый призёр летних Олимпийских игр 1964 года.

## Биография
Играл в хоккей на траве за клуб «Ньюкасл» из Нового Южного Уэльса.
В 1964 году вошёл в состав сборной Австралии по хоккею на траве на Олимпийских играх в Токио и завоевал бронзовую медаль. Играл на позиции вратаря, провёл 3 матча, пропустил 5 мячей (три от сборной Индии, два — от Испании).
В 1968 году вошёл в состав сборной Австралии по хоккею на траве на Олимпийских играх в Мехико и завоевал серебряную медаль. Играл на позиции вратаря, провёл 10 матчей, пропустил 10 мячей (пять от сборной Пакистана, два — от Кении, по одному — от Франции, Аргентины и Индии).
В 1971 году в составе сборной Австралии участвовал в первом чемпионате мира по хоккею на траве в Барселоне.
В 1972 году вошёл в состав сборной Австралии по хоккею на траве на Олимпийских играх в Мюнхене, занявшей 5-е место. Играл на позиции вратаря, провёл 8 матчей, пропустил 10 мячей (по три от сборных Индии и Нидерландов, два — от Великобритании, по одному — от Кении и Малайзии).
В 1963—1972 годах провёл за сборную Австралии 69 матчей.
По завершении игровой карьеры работал тренером и хоккейным судьёй.

## Семья
Был женат на Морин Диринг, у них было трое детей: Стив, Стюарт и Соня. Сын Пола Диринга Стюарт Диринг также играл за сборную Австралии по хоккею на траве на позиции вратаря (1990—1994), а затем стал судьёй международного уровня.

## Память
В 2008 году был введён в Зал хоккейной славы Австралии.
Олимпийские медали Пола Диринга переданы в музей Ньюкасла.